# Nattawut Namthip
Nattawut Namthip (thailändisch ณัฐวุฒิ นามทิพย์, * 3. Januar 1997 in Phetchaburi) ist ein thailändischer Fußballspieler.

## Karriere
Nattawut Namthip stand bis Ende 2019 beim BTU United FC unter Vertrag. Der Verein aus der thailändischen Hauptstadt Bangkok spielte in der dritten Liga, der Thai League 3, in der Lower Region. 2019 absolvierte er 23 Drittligaspiele und schoss dabei elf Tore. Anfang 2020 wechselte er zum Erstligaabsteiger Chiangmai FC. Mit dem Verein in aus Chiangmai spielte er in der zweiten Liga, der Thai League 2. Sein Zweitligadebüt gab er am 26. Februar 2020 im Heimspiel gegen den Kasetsart FC. Hier wurde er in der 72. Minute für Sadney Urikhob eingewechselt. Beim 5:0-Sieg schoss er sein erstes Zweitligator. In der 86. Minute traf er zum 5:0-Endstand. Mitte 2020 unterschrieb er einen Vertrag beim Erstligaaufsteiger BG Pathum United FC. Anfang 2021 wechselte er auf Leihbasis zum Raj-Pracha FC. Der Bangkoker Verein spielte in der dritten Liga, der Thai League 3. Hier trat Raj-Pracha FC in der Western Region an. Am Ende der Saison wurde er mit Raj-Pracha Vizemeister der Region. In den Aufstiegsspielen zur zweiten Liga belegte man den dritten Platz und stieg somit in die zweite Liga auf. Nach neun Zweitligaspielen wurde sein Leihvertrag im Dezember 2021 nicht verlängert. Zur Rückrunde wechselte er im Dezember 2021 zum Zweitligisten Chiangmai FC. Für Chiangmai bestritt er sechs Zweitligaspiele. Im August 2022 verpflichtete ihn der ebenfalls in der zweiten Liga spielenden Kasetsart FC. Für den Bangkoker Verein bestritt er 19 Zweitligaspiele. Nach einer Saison verließ er den Verein und schloss sich dem Zweitligaabsteiger Raj-Pracha FC an. Mit dem Hauptstadtverein spielt er in der Western Region der Liga.

## Erfolge
Raj-Pracha FC
- Thai League 3 – West: 2020/21 (2. Platz)
- Thai League 3 – National Championship: 2020/21 (3. Platz)  ▲